# Malagassische voetbalbeker
De Beker van Madagaskar is het nationale voetbalbekertoernooi van Madagaskar dat wordt georganisserd door de Fédération Malagasy de Football (FMF). Zoals de meeste bekercompetities wordt met het knock-outsysteem gespeeld.

## Finales 1998–heden
| Jaar | Winnaar               | Uitslag | Finalist                       |
| ---- | --------------------- | ------- | ------------------------------ |
| 1998 | FC Djivan             | 2-0     | Fortior Club de la Côte Ouest  |
| 1999 | FC Djivan             | 3-0     | Akon'Ambatomena (Fianarantsoa) |
| 2000 | FC Djivan             | 1-0     | FC Jirama (Antsirabe)          |
| 2001 | US Transfoot          | 1-0     | AS Fortior                     |
| 2002 | AS Fortior            | 3-0     | US Transfoot                   |
| 2003 | Léopards de Transfoot | 1-0     | SOE Antananarivo               |
| 2004 | USJF Ravinala         | 2-1     | USCA Foot                      |
| 2005 | USCA Foot             | 2-1 nv  | USJF Ravinala (Antananarivo)   |

| Jaar | Winnaar                   | Uitslag      | Finalist                         |
| ---- | ------------------------- | ------------ | -------------------------------- |
| 2006 | Ajesaia                   | 1-0          | USCA Foot                        |
| 2007 | AS Adema                  | 1-0          | USCA Foot                        |
| 2008 | AS Adema                  | 1-0          | Iarivo FC (Antananarivo)         |
| 2009 | AS Adema                  | 2-1          | Tana FC Formation (Antananarivo) |
| 2010 | AS Adema                  | 1-0          | Japan Actuel's FC (Antananarivo) |
| 2011 | CNaPS Sport               | 1-1 ns (5-4) | Tana FC Formation                |
| 2012 | Terrible de la Côte Ouest | 1-0          | AS Adema                         |
| 2013 | AS St. Michel             | 3-2          | AS Adema                         |

### Prestaties per club
| Aantal | Club                          | Plaats       |    | Aantal                    | Club         | Plaats |
| ------ | ----------------------------- | ------------ | -- | ------------------------- | ------------ | ------ |
| 05     | Fortior Club de la Côte Ouest | Mahajanga    | 01 | FC HTMF                   | Mahajanga    |        |
| 04     | AS Adema                      | Antananarivo | 01 | COSFAP                    | Antananarivo |        |
| 03     | AS Sotema                     | Mahajanga    | 01 | AS Cimelta                | Antananarivo |        |
| 03     | FC BTM                        | Antananarivo | 01 | Club S                    | Namakia      |        |
| 03     | FC Djivan                     | Farafangana  | 01 | US Transfoot              | Toamasina    |        |
| 02     | Dinamo Fima                   | Antananarivo | 01 | AS Fortior                | Toamasina    |        |
| 02     | FC BFV                        | Antananarivo | 01 | Léopards de Transfoot     | Brickaville  |        |
| 02     | AS St. Michel                 | Antananarivo | 01 | USJF Ravinala             | Antananarivo |        |
| 0      |                               |              | 01 | USCA Foot                 | Antananarivo |        |
| 0      |                               |              | 01 | Ajesaia                   | Antananarivo |        |
| 0      |                               |              | 01 | CNaPS Sport               | Miarinarivo  |        |
| 0      |                               |              | 01 | Terrible de la Côte Ouest | regio Boeny  |        |

Betekenissen
Algerije ·
Angola ·
Benin ·
Botswana ·
Burkina Faso ·
Burundi ·
Centraal-Afrikaanse Republiek ·
Comoren ·
Congo-Brazzaville ·
Congo-Kinshasa ·
Djibouti ·
Egypte ·
Equatoriaal-Guinea ·
Ethiopië ·
Gabon ·
Gambia ·
Ghana ·
Guinee ·
Guinee-Bissau ·
Ivoorkust ·
Kameroen ·
Kenia ·
Lesotho ·
Liberia ·
Libië ·
Madagaskar ·
Mali ·
Marokko ·
Mauritanië ·
Mauritius ·
Mozambique ·
Namibië ·
Niger ·
Nigeria ·
Oeganda ·
Réunion ·
Rwanda ·
Sao Tomé en Principe ·
Senegal ·
Seychellen ·
Sierra Leone ·
Soedan ·
Somalië ·
Swaziland ·
Tanzania ·
Togo ·
Tsjaad ·
Tunesië ·
Zambia ·
Zimbabwe ·
Zuid-Afrika